# Logoterapie
Logoterapia (derivă din grecescul logos = cuvânt) - termen folosit încă din anul 1930 de psihiatrul vienez Viktor E. Frankl (1905 - 1997) prin care acesta desemna tehnica psihoterapeutică concepută de el (a 3-a scoala vieneză de psihoterapie).